# Пазинский замок
Пазинский замок (хорв. Kaštel Pazin, итал. Castello di Pisino, нем. Mitterburg) — средневековое фортификационное сооружение, возведённое на цельной скале и расположенное в центре города Пазин, административного центра Истрийской жупании (Хорватия). Он является самым большим и хорошо сохранившимся замком в этой жупании.
Он был построен из тёсаного камня и за свою 11-вековую историю претерпел несколько крупных реставраций и реконструкций. В замке располагаются два музея: Этнографический музей Истрии и Городской музей Пазина.

## История
Пазинский замок был впервые упомянут как Castrum Pisinum 7 июня 983 года в документе, выданном императором Священной Римской империи Оттоном II епископу Поречскому, подтверждающем владение замком последним. В XII веке епископы Пореча передали его Мейнхарду Шварценбургскому, собственнику замка Чрниград или Шварценбург (нем. Schwarzenburg), а затем Мейнхарду I, графу Горицы, и, наконец, Мейнхарду, маркграфу Истрии (ум. 1193) и его наследникам.
В 1374 году Альберт IV, маркграф Горицы, умер, не оставив наследников, и замок перешёл во владение к дому Габсбургов. Его представители сдавали в аренду или закладывали замок множество раз в течение следующих нескольких столетий различным дворянам, тесно связанным с ними, среди которых были члены семей Ауэршперг, Барбо, Делла Торре, Делла Торре, Дюрр (Дюррер), Эггенберг, Фланджини, Фуггер, Кевенхюллер, Москони, Светковиц, Туринетти де При и Вальзе.
В конечном итоге замок был продан Антонио де Монтекукколи в 1766 году за 240 флоринов и оставался в собственности у его семьи до 1945 года. При этом за это время он успел побывать на территории целого ряда государств: после упразднения Венецианской республики в 1797 году Пазин принадлежал Габсбургской монархии, затем Французской империи Наполеона и вновь Габсбургам, в 1918 году — Италии.
На протяжении многих веков замок служил административным центром Пазинского графства (хорв. Pazinska grofovija/Pazinska knežija, итал. Contado di Pisino, нем. Grafschaft Mitterburg) или Истрийского графства (хорв. Istarska grofovija/Istarska knežija, итал. Contea d' Istria, нем. Grafschaft Isterreich), которым управлял либо кастелян-капитан замка, либо сам граф.

## Галерея

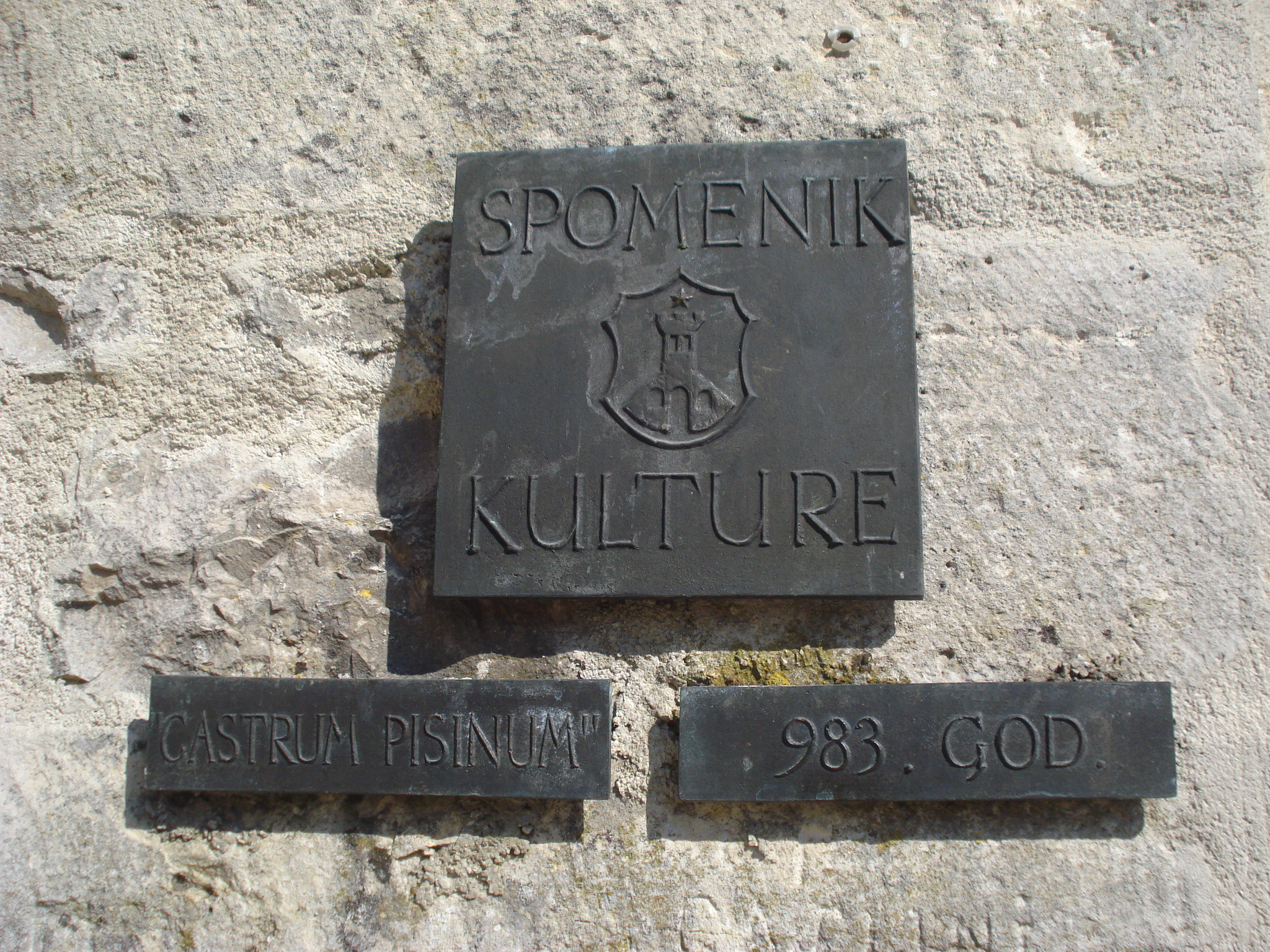
Табличка на входе в замок
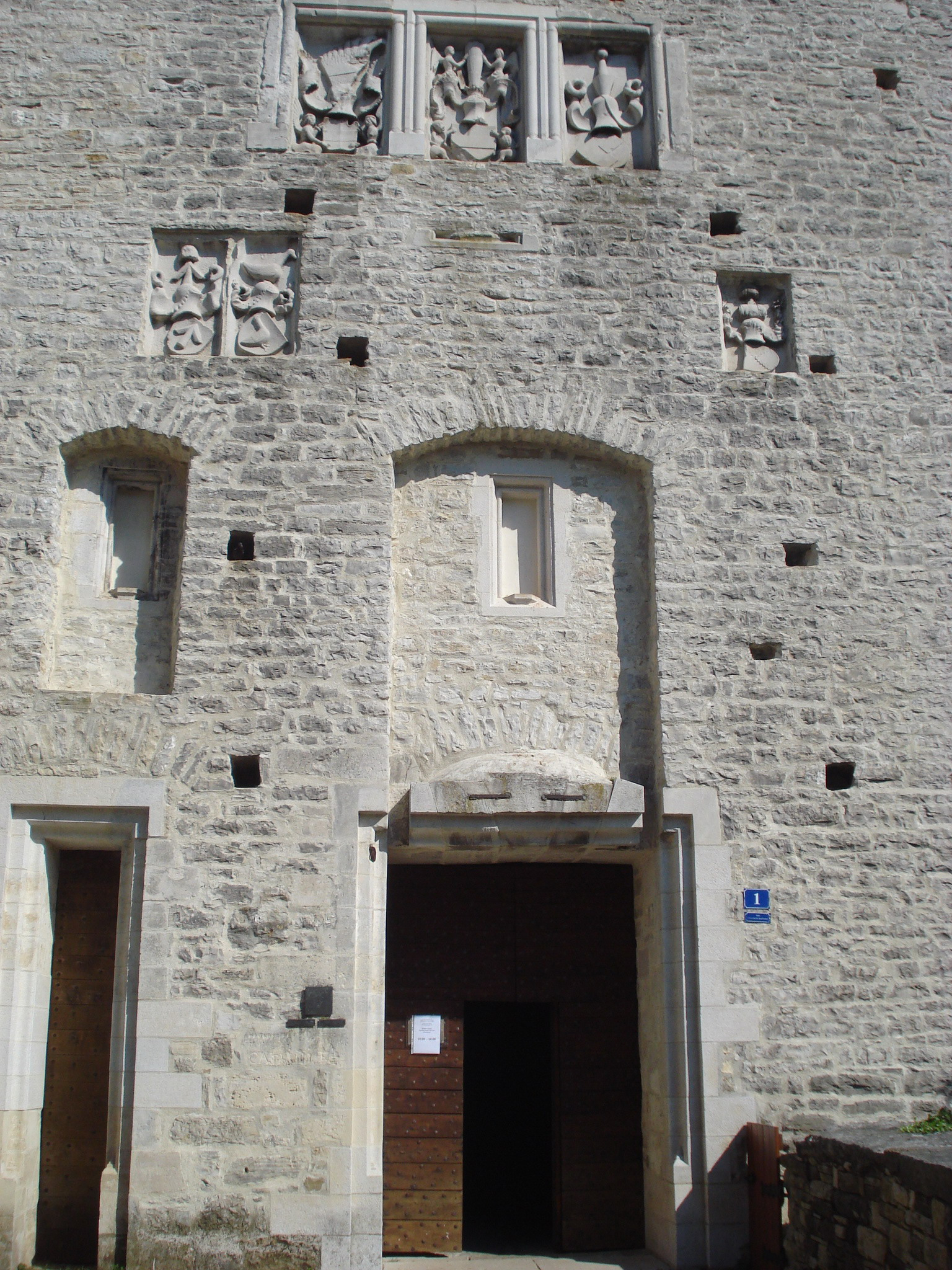
Входная дверь с несколькими гербами бывших владельцев
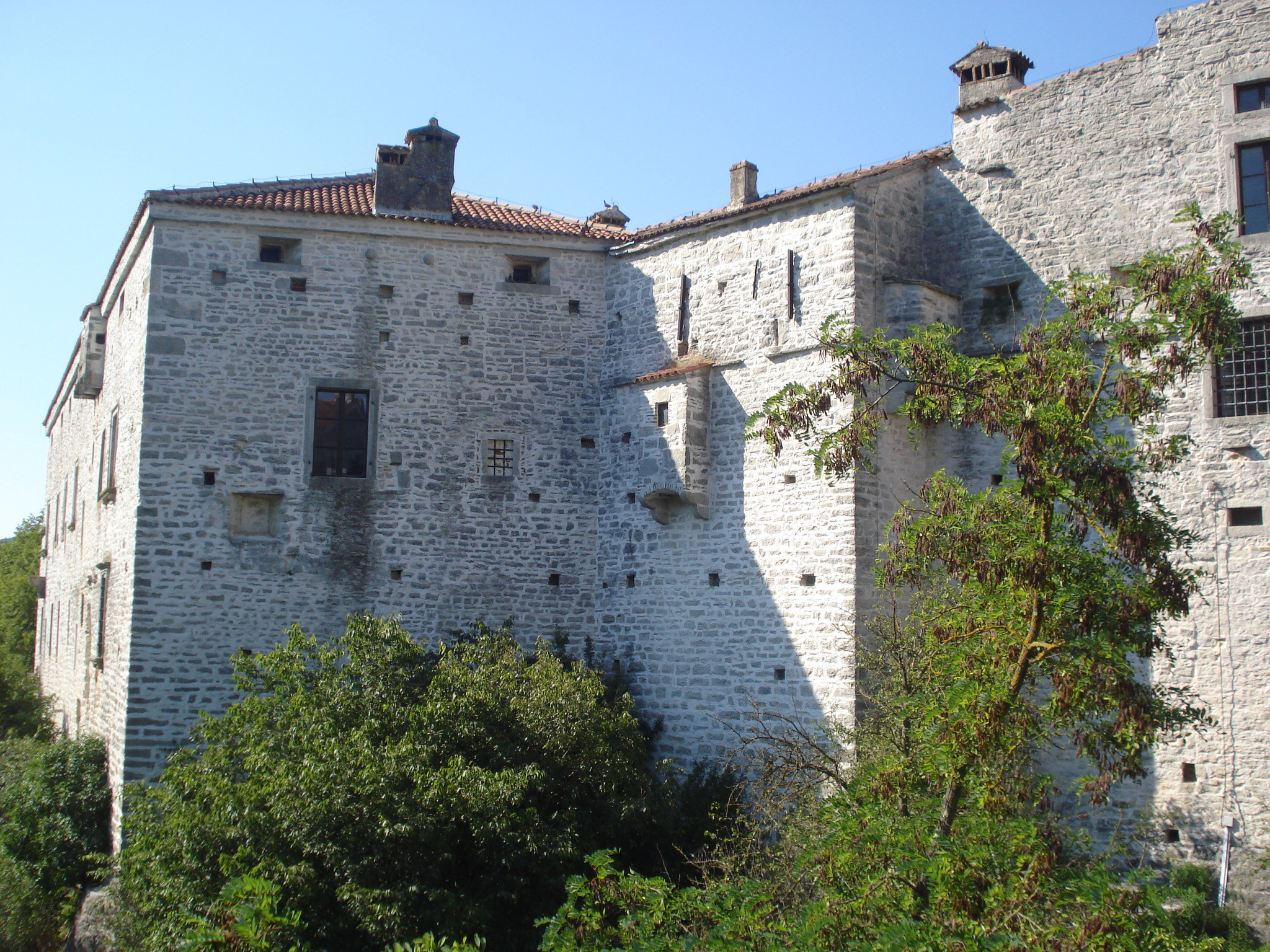
Юго-восточная сторона замка